# الحجاز (حي سكني)
الحجاز، هو حي سكني تابع لبلدية منطقة القنوات في مدينة دمشق، سوريا. كان عدد سكانه 5572 في تعداد عام 2004. تأسس الحي في أوائل القرن العشرين، خلال السنوات الأخيرة من الحكم العثماني في سوريا. تم بناؤه حول محطة سكة حديد الحجاز التي تأسست عام 1913.
بين عامي 1914 و1916، أمر حاكم دمشق العثماني جمال باشا ببناء شارع النصر في الحي الذي يمتد من محطة السكة الحديد إلى سوق الحميدية بموازاة ساحة المرجة ونهر بردى. تم هدم العديد من المساجد والمساكن لإفساح المجال أمام الطريق الضخم.